# 囊距翠雀花
囊距翠雀花（学名：Delphinium brunonianum）是毛茛科翠雀属的植物。分布于阿富汗、尼泊尔以及中国大陆的西藏等地，生长于海拔4,500米至6,000米的地区，一般生长在草地和多石处，目前尚未由人工引种栽培。

## 别名
甲果贝、雀沟勃（西藏藏族）